# Zdravko Ježić
Zdravko Ježić, detto Pusko (Niš, 17 agosto 1931 – New York, 19 giugno 2005), è stato un pallanuotista e chimico croato (già jugoslavo), vincitore di due medaglie d'argento alle olimpiadi di Helsinki 1952 e Melbourne 1956.

## Biografia
Membro del club sportivo Mladosti di Zagabria (di cui fu capitano dal 1952 al 1962), oltre ai due argenti olimpici ottenne anche un terzo e due secondi posti agli Europei di pallanuoto (rispettivamente nel 1950, 1954 e 1958) e un primo posto ai III Giochi del Mediterraneo del 1959. Presente ininterrottamente nella nazionale jugoslava, per 113 partite, dal 1950 al 1960, nonché capitano dal 1958 al 1960, dal 2010 è inserito nella International Swimming Hall of Fame.
Conseguì la laurea in chimica presso l'Università di Zagabria nel 1958, il dottorato in chimica organica nel 1962, trasferendosi per gli studi post-dottorato presso l'Università del Michigan. Dal 1966 fino al pensionamento nel 1992 lavorò alla Dow Chemical Company nel reparto di sviluppo e produzione di materiali polimerici; fu inoltre autore di diversi studi scientifici, nonché di tredici brevetti.